# Augustainsel
Die Augustainsel ist eine kleine Insel des Archipels von Raja Ampat vor der Küste Westneuguineas (Indonesien).

## Geographie
Die Augustainsel liegt in der Dampierstraße, nordwestlich der Vogelkophalbinsel Neuguineas. Nächster Nachbar ist im Südosten die Duiveninsel. Weiter im Norden befindet sich die größere Insel Mansuar, im Süden, jenseits der Dampierstraße, die Insel Batanta, eine der Hauptinseln des Archipels von Raja Ampat, zu der auch die Augustainsel gehört. Dieses bildet den Regierungsbezirk Raja Ampat der Provinz Papua Barat Daya.